# Lokaltog

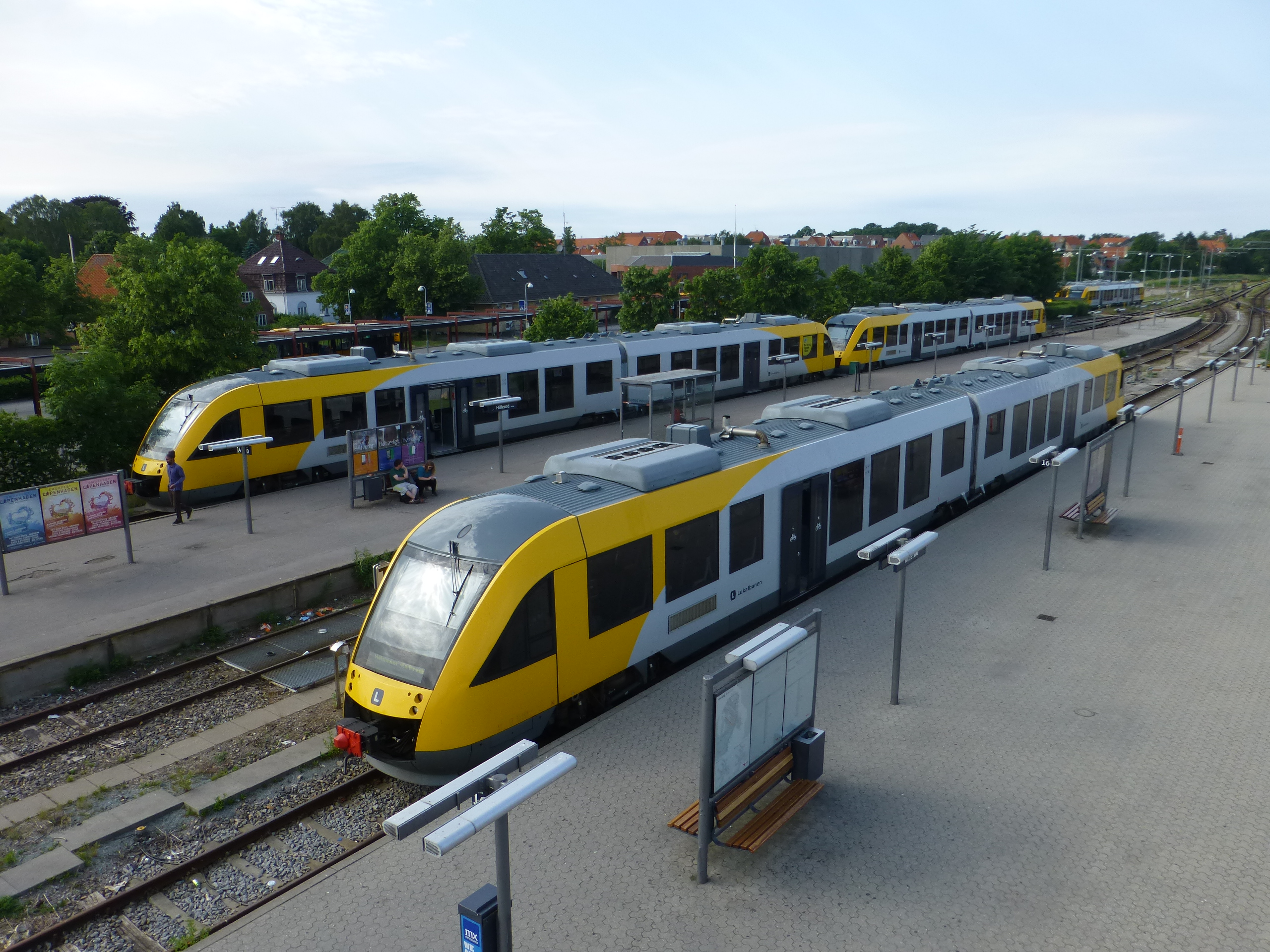
Tågsätt av typ LINT 41 i Hillerød

Lokaltog A/S är ett järnvägsföretag som ansvarar för nio järnvägssträckningar på Själland, Lolland och Falster i Danmark. Lokaltog är både infrastrukturförvaltare och tågoperatör.
Järnvägssträckningarna i Region Själland ägs av Infrastrukturselskabet LJ A/S, ett dotterbolag som ägs till 100 %, järnvägssträckningarna i Region Hovedstaden ägs av Hovedstadens Lokalbaner A/S, ett dotterbolag som ägs till 78,44 %. Företaget bildades 1 juli 2015 genom en sammanslagning av Lokalbanen A/S och Regionstog A/S. 
Företaget har drygt 550 anställda och ägs av till 75 procent av det region– och kommunägda trafikföretaget Movia. Övriga aktier ägs dels av kommuner längs företagets järnvägar, dels av privata investerare. Lokaltogs nät består av 351 km spår och 117 stationer.

## Järnvägssträckningar
- Frederiksværkbanen (Hillerød - Frederiksværk - Hundested)
- Gribskovbanen (Hillerød - Kagerup - Tisvildeleje /- Gilleleje)
- Hornbækbanen (Helsingør - Hornbæk - Gilleleje)
- Lille Nord (Hillerød - Helsingør) (Mellan Snekkersten och Helsingør används Kystbanens spår.)
- Nærumbanen (Jægersborg - Nærum)
- Tølløsebanen (Slagelse - Høng - Tølløse)
- Odsherredsbanen (Holbæk - Nykøbing Sjælland)
- Østbanen ( (Roskilde) - Køge - Hårlev - Faxe Ladeplads /- Rødvig)
- Lollandsbanen (Nykøbing Falster - Nakskov)

Dessutom trafikeras den norra delen av Lille Syd mellan Roskilde och Køge som en förlängning av  Østbanen. 

## Fordon
Lokaltog har 61 tågsätt  Samtliga är dieseldrivna, då ingen av järnvägssträckningarna är elektrifierade. 41 av tågsätten är av typen LINT 41. 
År 2024 beställdes 14 batteritåg av typen Stadler Accu Flirt från den schweiziska tillverkaren Stadler Rail för leverans 2028. Dessa är tänkta att användas på Østbanen och Tølløsebanen.